# Luboš Hušek
Luboš Hušek (* 26. ledna 1984, Jablonec nad Nisou) je český fotbalista, od července 2014 působící ve slovenském klubu FK Senica. Hraje na postu defenzivního záložníka nebo ve středu obrany. Je bývalý český mládežnický a seniorský reprezentant.

## Klubová kariéra
Svoji fotbalovou kariéru začal v Elitexu Jablonec nad Nisou, odkud v roce 1994 přestoupil do týmu FK Jablonec 97. Za tým hrál za divizní rezervu. Na prvoligovou soupisku byl zařazen v lednu 2004. V září 2006 se z neznámých důvodů nedostavil na zápas se severočeským rivalem Libercem ani na trénink den poté. Za pět dní se již hlásil v pražské Spartě, kam odešel na hostování do konce podzimní části. V lednu 2007 se toto hostování změnilo v přestup. Se Spartou získal dva ligové tituly. Kvůli častým zdravotním problémům neměl velké zápasové vytížení. V zimních měsících roku 2012 odmítl prodloužit smlouvu ve Spartě, následně byl přeřazen do B-týmu. Od léta 2012 byl bez angažmá. Za Spartu vstřelil v nejvyšší soutěži jeden gól během 69 zápasů.

### FC Slovan Liberec
V zimní přestávce sezóny 2012/13 jej oslovil trenér tehdejšího mistra FC Slovan Liberec Jaroslav Šilhavý a domluvil se s ním na 14denní zkoušce v mužstvu. Následně podepsal kontrakt do 30. 6. 2014 s opcí. 26. května 2013 v předposledním ligovém kole přispěl gólem k výhře 2:1 nad Viktorií Plzeň. Byl to jeho premiérový gól za Liberec v ligovém ročníku.
S Libercem si zahrál ve skupinové fázi Evropské ligy 2013/14 (kde se tým střetl se španělskou Sevillou, německým Freiburgem a portugalským Estorilem).

### FK Senica
Po sezóně 2013/14 odešel na své první zahraniční angažmá, přestoupil do slovenského týmu FK Senica v té době vedeného českým trenérem Pavlem Hapalem. S mužstvem podepsal dvouletý kontrakt.

#### Sezona 2014/15
Ve slovenské nejvyšší soutěži za Senici debutoval pod trenérem Pavlem Hapalem v ligovém utkání 1. kola 12. července 2014 proti TJ Spartak Myjava (výhra 1:0), odehrál celý zápas. 9. 11. 2014 v 17. kole nejvyšší soutěže porazil se svým mužstvem po více než čtyřech letech v lize Slovan Bratislava. S klubem se představil ve finále Slovenského poháru, Senica podlehla Trenčínu 2:3 po penaltách. Celkem v ročníku nastoupil k 29 střetnutím.

#### Sezona 2015/16
V lednu 2016 prodloužil s týmem smlouvu o dva roky. Dohromady si v sezoně připsal 29 ligových startů.

### Klubové statistiky
Aktuální k 11. srpnu 2016
| Sezona  | Klub              | Soutěž         | Zápasy | Góly |
| ------- | ----------------- | -------------- | ------ | ---- |
| 2003/04 | FK Jablonec 97    | Gambrinus liga | 3      | 0    |
| 2004/05 | FK Jablonec 97    | Gambrinus liga | 22     | 2    |
| 2005/06 | FK Jablonec 97    | Gambrinus liga | 23     | 1    |
| 2006/07 | FK Jablonec 97    | Gambrinus liga | 5      | 0    |
| 2006/07 | AC Sparta Praha   | Gambrinus liga | 17     | 0    |
| 2007/08 | AC Sparta Praha   | Gambrinus liga | 16     | 0    |
| 2008/09 | AC Sparta Praha   | Gambrinus liga | 16     | 1    |
| 2009/10 | AC Sparta Praha   | Gambrinus liga | 9      | 0    |
| 2010/11 | AC Sparta Praha   | Gambrinus liga | 1      | 0    |
| 2011/12 | AC Sparta Praha   | Gambrinus liga | 10     | 0    |
| 2012/13 | FC Slovan Liberec | Gambrinus liga | 6      | 1    |
| 2013/14 | FC Slovan Liberec | Gambrinus liga | 7      | 1    |
| 2014/15 | FK Senica         | Fortuna liga   | 29     | 0    |
| 2015/16 | FK Senica         | Fortuna liga   | 29     | 0    |

## Reprezentační kariéra
Luboš Hušek nastoupil v 15 zápasech za český reprezentační výběr do 21 let, gól nevstřelil.
11. února 2009 se objevil při svém debutu v reprezentačním A-týmu na několik minut v přátelském zápase proti Maroku hraném v Casablance, utkání skončilo bezbrankovou remízou.

### Reprezentační zápasy
Zápasy Luboše Huška v A-mužstvu Česka
| Rok                 | Zápasy | Góly |
| ------------------- | ------ | ---- |
| 2009                | 1      | 0    |
| Celkem              | 1      | 0    |
| Platí k 11. 8. 2016 |        |      |

## Žaloba na novináře
V prosinci 2013 podal společně s libereckým spoluhráčem brankářem Přemyslem Kovářem trestní oznámení na autory článku v deníku Sport, kteří psali o možné korupci v zápase 3. ligového kola v srpnu 2013, kde Liberec hrál venku s Mladou Boleslaví a prohrál 0:4. Deník uvedl, že utkání prošetřuje Policie ČR a poukázal na chyby hráčů při dvou inkasovaných gólech. Fotbalisté uvedli, že odmítají jakékoli úmyslné ovlivnění zápasu a že se informacemi tohoto typu cítí poškozeni. Severočeský klub je v jejich stanovisku podpořil. Policie ČR měla prošetřovat 13 zápasů v různých českých soutěžích včetně Gambrinus ligy.